# Giải bóng đá hạng nhì quốc gia Cộng hòa Síp 2002–03
Giải bóng đá hạng nhì quốc gia Cộng hòa Síp 2002–03 là mùa giải thứ 48 của bóng đá hạng nhì Cộng hòa Síp. Anagennisi Deryneia giành danh hiệu thứ 2.

## Thể thức thi đấu
Có 14 đội tham gia Giải bóng đá hạng nhì quốc gia Cộng hòa Síp 2002–03. Tất cả các đội đều thi đấu 2 trận, một trân sân nhà và một trận sân khách. Đội nhiều điểm nhất sẽ lên ngôi vô địch. Ba đội đầu bảng thăng hạng Giải bóng đá hạng nhất quốc gia Cộng hòa Síp 2003–04 và ba đội cuối bảng xuống hạng Giải bóng đá hạng ba quốc gia Cộng hòa Síp 2003–04.

### Hệ thống điểm
Các đội bóng nhận 3 điểm cho một trận thắng, 1 điểm cho một trận hòa và 0 điểm cho một trận thua.

## Thay đổi so với mùa giải trước
Các đội thăng hạng Giải bóng đá hạng nhất quốc gia Cộng hòa Síp 2002–03
- Nea Salamina
- Digenis Morphou
- Aris Limassol

Các đội xuống hạng từ Giải bóng đá hạng nhất quốc gia Cộng hòa Síp 2001–02
- Ethnikos Assia
- Doxa Katokopias
- Ermis Aradippou

Các đội thăng hạng từ Giải bóng đá hạng ba quốc gia Cộng hòa Síp 2001–02
- SEK Agiou Athanasiou
- Ayia Napa
- AEK/Achilleas Ayiou Theraponta

Các đội xuống hạng Giải bóng đá hạng ba quốc gia Cộng hòa Síp 2002–03
- Omonia Aradippou
- AEZ Zakakiou
- Adonis Idaliou

## Bảng xếp hạng
| Vị thứ | Đội                            | St. | T. | H. | B. | BT. | BB. | BT. | Đ. | Ghi chú                                                                  |
| ------ | ------------------------------ | --- | -- | -- | -- | --- | --- | --- | -- | ------------------------------------------------------------------------ |
| 1      | Anagennisi Deryneia            | 26  | 18 | 2  | 6  | 53  | 27  | 26  | 56 | Vô địch-thăng hạng Giải bóng đá hạng nhất quốc gia Cộng hòa Síp 2003–04. |
| 2      | Doxa Katokopias                | 26  | 15 | 7  | 4  | 63  | 26  | 37  | 52 | Thăng hạng Giải bóng đá hạng nhất quốc gia Cộng hòa Síp 2003–04.         |
| 3      | Onisilos Sotira                | 26  | 14 | 8  | 4  | 48  | 34  | 14  | 50 | Thăng hạng Giải bóng đá hạng nhất quốc gia Cộng hòa Síp 2003–04.         |
| 4      | ASIL Lysi                      | 26  | 12 | 7  | 7  | 45  | 38  | 7   | 43 |                                                                          |
| 5      | Ethnikos Assia                 | 26  | 12 | 6  | 8  | 51  | 34  | 17  | 42 |                                                                          |
| 6      | Ayia Napa                      | 26  | 10 | 6  | 10 | 43  | 47  | -4  | 36 |                                                                          |
| 7      | Ermis Aradippou                | 26  | 9  | 8  | 9  | 51  | 48  | 3   | 35 |                                                                          |
| 8      | THOI Lakatamia                 | 26  | 9  | 7  | 10 | 47  | 43  | 4   | 34 |                                                                          |
| 9      | Enosis Kokkinotrimithia        | 26  | 9  | 5  | 12 | 35  | 47  | -12 | 32 |                                                                          |
| 10     | SEK Agiou Athanasiou           | 26  | 8  | 7  | 11 | 38  | 47  | -9  | 31 |                                                                          |
| 11     | APEP                           | 26  | 9  | 4  | 13 | 39  | 56  | -17 | 31 |                                                                          |
| 12     | Chalkanoras Idaliou            | 26  | 8  | 5  | 13 | 39  | 41  | -2  | 29 | Xuống hạng Giải bóng đá hạng ba quốc gia Cộng hòa Síp 2003–04.           |
| 13     | AEK/Achilleas Ayiou Theraponta | 26  | 7  | 5  | 14 | 44  | 63  | -19 | 26 | Xuống hạng Giải bóng đá hạng ba quốc gia Cộng hòa Síp 2003–04.           |
| 14     | Anagennisi Germasogeias        | 26  | 3  | 1  | 22 | 32  | 77  | -45 | 10 | Xuống hạng Giải bóng đá hạng ba quốc gia Cộng hòa Síp 2003–04.           |

Hệ thống điểm: Thắng=3 điểm, Hòa=1 điểm, Thua=0 điểm
Quy tắc xếp hạng: 1) Điểm, 2) Hiệu số, 3) Bàn thắng

## Kết quả
| ↓Home / Away→  | ANP | AEK | ANG | AND | APP | ASL | DOX | ETN | ENK | ERM | THL | ONS | SEK | CHL |
| -------------- | --- | --- | --- | --- | --- | --- | --- | --- | --- | --- | --- | --- | --- | --- |
| Ayia Napa      |     | 2-1 | 5-0 | 1-0 | 4-1 | 2-2 | 3-3 | 1-0 | 2-0 | 2-2 | 3-2 | 1-4 | 3-0 | 1-0 |
| AEK            | 2-2 |     | 7-3 | 2-3 | 3-3 | 0-3 | 3-3 | 1-3 | 4-1 | 2-5 | 3-0 | 1-2 | 1-1 | 2-3 |
| Anagennisi G.  | 3-0 | 1-2 |     | 0-4 | 2-3 | 1-2 | 1-4 | 1-5 | 4-5 | 2-4 | 1-2 | 3-4 | 2-1 | 1-3 |
| Anagennisi H.  | 2-0 | 5-1 | 3-2 |     | 1-0 | 3-1 | 1-3 | 3-2 | 5-0 | 2-1 | 1-0 | 1-1 | 2-1 | 2-1 |
| APEP           | 2-1 | 2-1 | 1-0 | 1-4 |     | 3-0 | 0-0 | 1-1 | 1-2 | 3-3 | 2-7 | 2-3 | 3-0 | 1-2 |
| ASIL           | 4-1 | 1-0 | 1-1 | 1-0 | 6-3 |     | 1-0 | 0-2 | 2-0 | 2-1 | 3-3 | 0-1 | 1-0 | 2-2 |
| Doxa           | 4-0 | 1-2 | 1-0 | 0-1 | 3-0 | 2-0 |     | 1-1 | 3-1 | 3-1 | 5-3 | 1-1 | 5-0 | 4-1 |
| Ethnikos Assia | 3-1 | 4-0 | 5-1 | 0-2 | 0-1 | 2-1 | 0-3 |     | 3-0 | 2-0 | 4-1 | 2-2 | 2-2 | 3-2 |
| Enosis         | 2-1 | 3-0 | 3-0 | 2-3 | 0-1 | 3-1 | 1-3 | 1-1 |     | 4-1 | 0-0 | 1-0 | 1-3 | 0-0 |
| Ermis          | 3-2 | 2-1 | 5-1 | 0-0 | 5-2 | 1-1 | 1-5 | 0-1 | 4-1 |     | 1-0 | 5-2 | 1-1 | 2-2 |
| THOI           | 1-1 | 8-0 | 3-0 | 3-2 | 2-1 | 2-3 | 0-0 | 2-2 | 0-0 | 0-0 |     | 2-1 | 2-1 | 1-4 |
| Onisilos       | 0-0 | 1-1 | 3-1 | 3-2 | 2-1 | 1-1 | 2-1 | 2-1 | 0-1 | 1-1 | 3-2 |     | 4-0 | 1-0 |
| SEK            | 4-1 | 0-2 | 1-0 | 1-0 | 4-0 | 3-5 | 2-2 | 3-2 | 1-1 | 4-1 | 2-0 | 1-1 |     | 2-2 |
| Chalkanoras    | 2-3 | 1-2 | 0-1 | 0-1 | 0-1 | 1-1 | 0-3 | 2-0 | 4-2 | 2-1 | 0-1 | 2-3 | 3-0 |     |